# Global Payments
Global Payments ist ein US-amerikanischer Zahlungsdienstleister mit Sitz in Atlanta. Das Unternehmen bietet Bezahlsysteme an, die unter anderem im Einzelhandel, im Gesundheitssektor und in der Glücksspielindustrie verwendet werden.

## Geschichte
Das Unternehmen wurde 1967 von George W. Thorpe als National Data Corporation (NDC) gegründet. NDC wickelte zu Beginn Autorisierungs-Prozesse für Kreditkarten ab. Bereits 1968 vollzog das Unternehmen einen Börsengang. In den folgenden Jahrzehnten entwickelte sich NDC zu einem großen Dienstleistungsanbieter auf dem Gebiet der Zahlungsabwicklung. Im September 2019 wurde die Übernahme des Wettbewerbers Total System Services abgeschlossen.
Im Jahr 2024 wurde gemeinsam mit der Commerzbank die Commerz Globalpay GmbH gegründet. Das Unternehmen bietet Lösungen für bargeldloses Bezahlen an.